# Юрис Хартманис
Юрис Хартманис (на латвийски: Juris Hartmanis) е известен американски информатик теоретик от латвийски произход, който заедно с Ричард Стърнс получава през 1993 година наградата „Тюринг“ като признание за статията им, полагаща основите на теорията на изчислителната сложност.
Хартманис е роден в Латвия в семейството на генерала от латвийската армия Мартинш Хартманис. След като през 1940 година СССР окупира Латвия баща му е арестуван и умира в затвора. В края на Втората световна война, съпругата и децата на Мартинш Хартманис напускат Латвия като бежанци от страх за сигурността си. Първо бягат в Германия, където Юрис Хартманис получава магистърска степен по физика от Марбургския университет. После се мести в САЩ, където през 1951 година получава магистърска степен по приложна математика в Университета на Канзас Сити (днес Университет на Мисури – Канзас Сити). Защитава докторат по математика от Калифорнийския технологичен институт под научното ръководство на Робърт Дилуърт през 1955 година. През май 1999 година Университетът го награждава с титлата „почетен доктор“.
След период на преподавателска дейност в Университета Корнел и Охайския щатски университет, през 1958 година Хартманис постъпва на работа в изследователската лаборатория на General Electric. Докато е там разработва много принципи от областта на теорията на изчислителната сложност. През 1965, става професор в Университета Корнел, където е един от основателите и първи председател на катедрата по компютърни науки (една от първите в света университетски катедри в тази област). Хартманис е пожизнен член на Асоциацията за компютърна техника и на Американското математическо общество, както и член на Националната инженерна академия и Националната академия на науките на САЩ.
Той е най-известен със съвместната си статия с Ричард Стърнс, за която получава наградата „Тюринг“, в която въвежда класовете на сложност по време и доказва теоремата за времевата йерархия. Друга статия на Хартманис от 1977 година с Ленард Бърман, въвежда все още нерешената Хипотеза на Бърман-Хартманис че всички NP-пълни езици са изоморфни по полиномиално време.